# Sequeros
Sequeros ist ein westspanischer Ort und eine Gemeinde (municipio) mit 207 Einwohnern (Stand: 2024) in der Provinz Salamanca in der Autonomen Gemeinschaft Kastilien-León. 

## Lage und Klima
Sequeros liegt etwa 82 Kilometer südwestlich von Salamanca in einer Höhe von etwa 930 m zwischen dem Espacio Natural de Las Quilamas und dem Parque Natural de las Batuecas y Sierra de Francia. 
Das Klima ist gemäßigt bis warm; Regen (ca. 696 mm/Jahr) fällt hauptsächlich im Winterhalbjahr.

## Bevölkerungsentwicklung
| Jahr      | 1970 | 1981 | 1991 | 2001 | 2011 | 2021 |
| Einwohner | 481  | 326  | 271  | 263  | 232  | 240  |

Der Bevölkerungsrückgang seit den 1950er Jahren ist im Wesentlichen auf die Mechanisierung der Landwirtschaft, die Aufgabe von bäuerlichen Kleinbetrieben und den damit einhergehenden Verlust an Arbeitsplätzen zurückzuführen.

## Sehenswürdigkeiten
- Kirche Mariä Himmelfahrt (Iglesia de Nuestra Señora de la Asunción)
- Kapelle

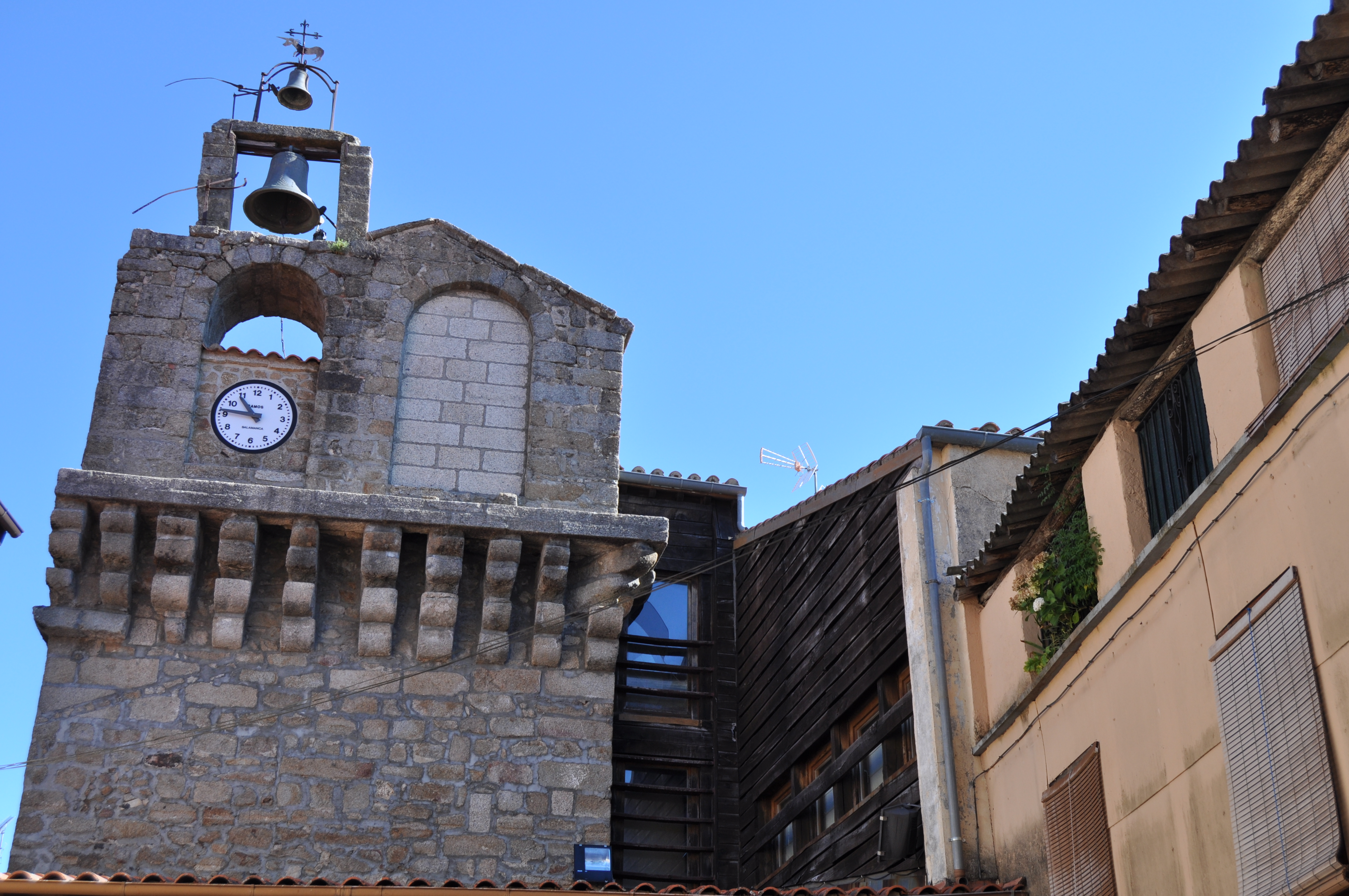
Kirche Mariä Himmelfahrt
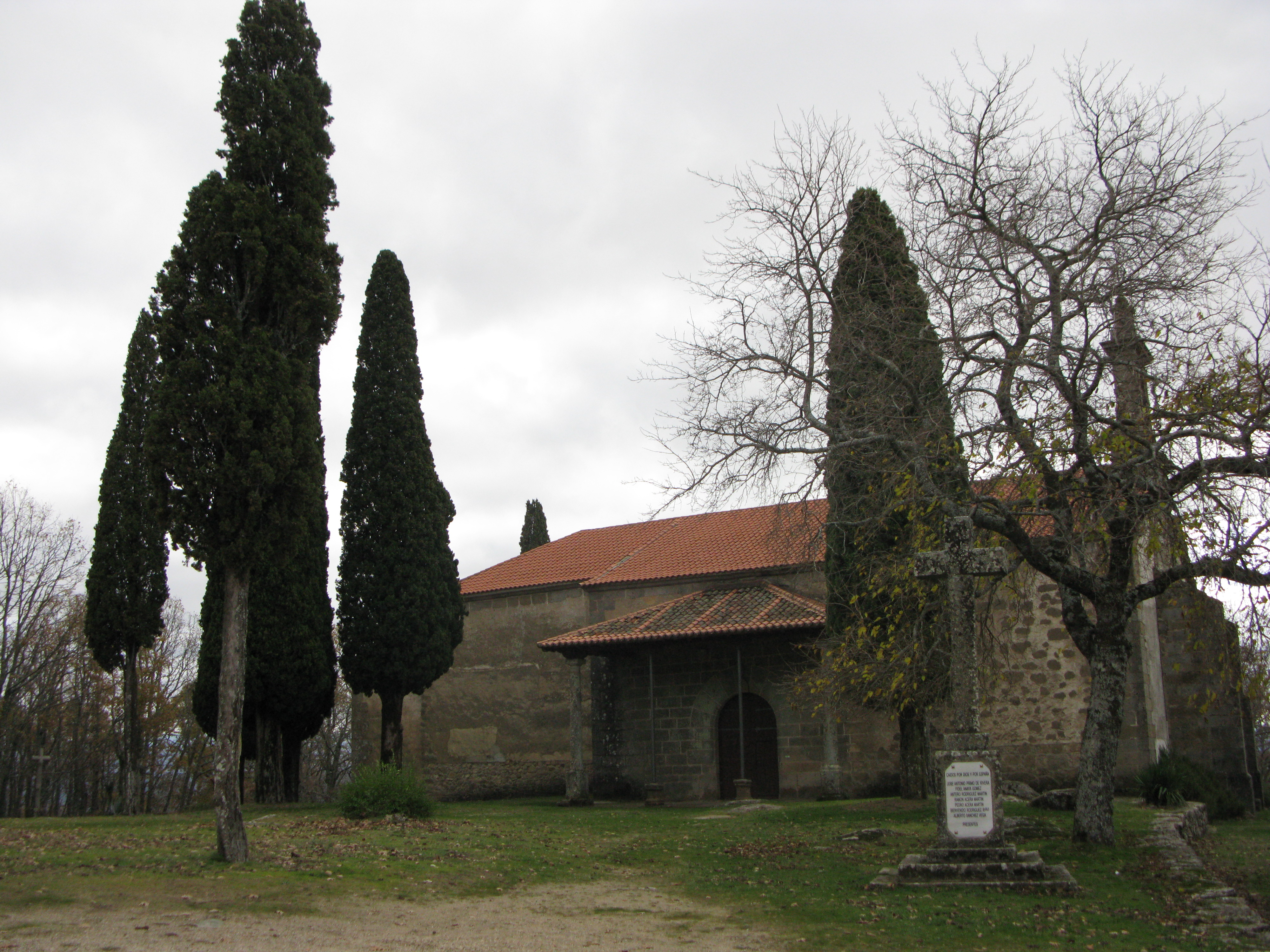
Kapelle